# Victor Lundin
Victor Lundin, auch Vic Lundin (* 15. Juni 1930 in Chicago, Illinois; † 29. Juni 2013 in Los Angeles, Kalifornien)  war ein US-amerikanischer Schauspieler, Drehbuchautor und Filmproduzent, der vor allem bekannt ist durch seine Rolle des Freitag in der Science-Fiction-Robinsonade Notlandung im Weltraum.

## Leben und Karriere
1930 in Chicago im Bundesstaat Illinois geboren, erprobte Victor Lundin sein schauspielerisches und gesangstechnisches Talent schon in Jugendjahren. Rasch spielte er in Schulaufführungen von Musicals mit und wurde als 16-Jähriger Mitglied in einer örtlichen Band. Er besuchte eine Reihe von Hochschulen und Universitäten, bevor er in Los Angeles seinen Abschluss an der Loyola Marymount University mit einem BA in Communication Arts and Literature machte.
Ende 20 wandte sich Victor Lundin dem Fernsehen zu und spielte erste kleine Rollen in Westernserien wie Bronco (1958), Mackenzie's Raiders (1958) oder Rauchende Colts. Sein Leinwanddebüt gab er in Irving Rappers Filmdrama Die Madonna mit den zwei Gesichtern in der kleinen Rolle eines Unteroffiziers. 1960 sah man ihn in der Rolle des Gangsters Machine Gun Kelly in Bill Karns 30er Jahre Krimi Die gnadenlosen Killer. Anschließend folgten kleinere Rollen in Filmen von Regisseuren wie Robert Wise, Morton DaCosta und King Donovan.
1964 wurde Lundin aus einer Vielzahl von Bewerbern für die Rolle des Freitag in Byron Haskins Science-Fiction-Klassiker Notlandung im Weltraum ausgesucht, einer intelligenten Adaption von Daniel Defoes Roman Klassiker Robinson Crusoe. Dort spielte er an der Seite von Schauspielerkollege Paul Mantee. Ein Jahr später spielte er in George Stevens Bibel-Epos Die größte Geschichte aller Zeiten die Rolle eines Wächters der Römischen Garde. Nach der kleinen Rolle des Vallejo in Douglas Heyes Wüsten-Abenteuer Drei Fremdenlegionäre spielte er mehrere Jahre Rollen in Episoden populärer US-amerikanischen Fernsehserien wie in Time Tunnel (1966), Get Smart (1966), in Raumschiff Enterprise (1967) den ersten Klingonen, Solo für O.N.K.E.L. (1967), Die Seaview – In geheimer Mission (1968), Mannix (1968) oder Batman (1968).
Anschließend nahm sich Lundin von Film und Fernsehen eine achtjährige Auszeit, bis er 1976 mit dem selbstproduzierten und eigenhändig verfassten Drehbuch für den Film Super Seal, einer Familienkomödie inszeniert von Regisseur Michael Dugan ins Filmgeschäft zurückkehrte. Es spielten Sarah Brown, Foster Brooks und Sterling Holloway. Danach sollte es weitere 20 Jahre dauern, bis man ihn erneut in einer Folge der Science-Fiction-Serie Babylon 5 sehen konnte. In den darauffolgenden Jahren kehrte er mit 72 Jahren noch einmal ins Fernsehen und ins Kino zurück und spielte zwischen 2002 und 2007 mehrere kleinere Parts in Produktionen mit kleinerem Budget.

## Filmografie (Auswahl)

### Als Schauspieler
- 1959: Die Madonna mit den zwei Gesichtern (The Miracle)
- 1960: Die gnadenlosen Killer (Ma Barker's Killer Brood)
- 1962: Spiel zu zweit (Two for the Seesaw)
- 1963: Island of Love
- 1963: Promises! Promises!
- 1964: Notlandung im Weltraum (Robinson Crusoe on Mars)
- 1965: Die größte Geschichte aller Zeiten (The Greatest Story Ever Told)
- 1966: Drei Fremdenlegionäre (Beau Geste)
- 1976: Super Seal
- 2002: Fatal Kiss (Fernsehfilm)
- 2005: Scarred
- 2006: Veterans Day
- 2006: The Theory of Everything – Glaube und Wissenschaft (The Theory of Everything)
- 2007: Revamped

### Als Drehbuchautor
- 1976: Super Seal

### Als Filmproduzent
- 1976: Super Seal